# Mark Griffiths
Mark Haydn Griffiths (Født i Northampton, England) er en engelsk elbassist, elguitarist, komponist og sessionmusiker.
Griffiths er nok mest kendt som Cliff Richard´s faste sessionbassist i 1980´erne. Han har også indspillet og turneret med The Shadows fra (1988-1990), og på deres afskedskoncerter i England og Europa i (2004-2005), og igen med både Cliff Richard og The Shadows på deres 50 års jubilæums koncert i (2009-2010). Griffiths har også spillet som sideman med feks. The Everly Brothers, Mark Knopfler, Hank Marvin, David Essex, Bonnie Tyler, Billy Connolly, Jeff Lynne, Neil Innes, Nina Hagen, Peter Frampton, og The Royal Philharmonic Orchestra. Han har også lavet plader i eget navn og med Warren Bennett hvor han også spiller elguitar, og er med komponist.

## Udvalgt diskografi
- Now you see me now you dont (1982) - med Cliff Richard
- Dressed for the Occation (1983) - med Cliff Richard og London Philharmonic orchestra
- Silver (1983) - med Cliff Ricard
- Rock´N´Roll Silver (1983) - med Cliff Richard
- Rock Connection (1984) - med Cliff Richard
- Simply Shadows (1987) (med på et Nummer) - med The Shadows
- At Their Very Best (1989) - med The Shadows
- Live at the Liverpool Empire (1989) - med The Shadows
- Reflections (1990) - med The Shadows
- From A Distance The Event - Live at Wembley Stadium in London (1990) - med Cliff Richard & The Shadows
- Into The Light (1992) - med Hank Marvin
- Hank Plays Cliff (1995) - med Hank Marvin
- Hank Plays Holly (1996) - med Hank Marvin
- Hank Plays Live (1997) - med Hank Marvin
- The Final Tour - (Live in Cardiff) (2004) - med The Shadows
- Visions Of Success (1994) - med Warren Bennett
- Close To The Hedge (1996) - med Warren Bennett
- Reunited 50th Anniversary (2009) - Cliff Richard og The Shadows
- We Apologise For The Inconvenience (2020) - i eget navn

## Singler med Cliff Richard og The Shadows
- "Now You See Me, Now You Don't" / "The Water Is Wide" (1982) - med Cliff Richard
- "Never Say Die (Give A Little Bit More)" / "Lucille" (1983) - med Cliff Richard
- "True Love Ways" / "Galadriel (Spirit of Starlight)" (1983) - Cliff Richard med The London Philharmonic Orchestra
- "Walking in the Air" (Theme from The Snowman) / "Outdigo" * (1987/ *1980) (med på side A) - med The Shadows
- "Mountains of the Moon" / "Stack-It" (1989) - med The Shadows
- "Shadow Mix" (Live medley of their hits) / "Arty's Party" * (1989/ *1980) (med på side A) - med The Shadows

## DVD /VHS Film
- The Shadows - At Their Very Best - Live at the Liverpool Empire (1989)
- Cliff Richard & The Shadows - From A Distance The Event - Live at Wembley Stadium i London (1990)
- The Shadows - The Final Tour - Live in Cardiff (2004)
- Cliff Richard & The Shadows - Final Reunion - Live at the O2 Arena (2009)